# Aix-en-Pévèle
Aix-en-Pévèle es una población y comuna francesa, en la región de Norte-Paso de Calais, departamento de Norte, en el distrito de Douai y cantón de Orchies.

## Historia
La comuna se denominó Aix hasta el 4 de noviembre de 2018.

## Demografía
| 658 | 579 | 644 | 690 | 777 | 933 |
| Para los censos de 1962 a 1999 la población legal corresponde a la población sin duplicidades (Fuente: INSEE [Consultar]) |     |     |     |     |     |